# Společný záznam o dopravní nehodě
Společný záznam o dopravní nehodě (též Záznam o dopravní nehodě) je standardizovaný formulář, který se vyplňuje, při vzniku dopravní nehody, ke které není potřeba volat policii, tj. situace, kdy nevznikla škoda převyšující 100 000 korun českých nebo nedošlo ke zranění či usmrcení osob. Dalším případem, kdy nelze formulář vyplnit je nesouhlas protistrany a požadavek na přivolání policie. Do formuláře se zaznamenává identifikace místa a času dopravní nehody; identifikace účastníků a jejich vozidel; příčiny, průběh a důsledky dopravní nehody. Formulář je potřeba podepsat a neprodleně předat pojišťovně. Ta pak zahajuje šetření škodné události.